# تعزيز الخرسانة المطبوعة ثلاثية الأبعاد
تعزيز الخرسانة المطبوعة ثلاثية الأبعاد هي آليةً يتمّ من خلالِها تحسينُ ليونةِ وقوةِ شد الخرسانةِ المطبوعةِ باستخدامِ تقنياتِ تقويةٍ مُختلفة، بما في ذلك قضبانُ التّسليح، والشبكات، والألياف، أو الكابلات. تُعدّ تقويةُ الخرسانةِ المطبوعةِ ثلاثيةَ الأبعادِ أمرًا مهمًا للاستخدامِ واسعِ النطاقِ للتكنولوجياِ الجديدة، كما هو الحالُ في الخرسانةِ المسلحة. معَ وجودِ العديدِ من تطبيقاتِ التصنيعِ الإضافيّ في صناعةِ البناءِ الخرسانيّ — وتحديدًا استخدامُ الخرسانةِ المُصنّعةِ إضافيًا في تصنيعِ العناصرِ الخرسانيةِ الهيكلية  — تختلفُ تقنياتُ التعزيزات والتثبيتِ بشكلٍ كبير.
حتى بالنسبةِ للعناصرِ غيرِ الهيكلية، فإنّ استخدامَ التعزيزات غيرِ الهيكليةِ مثلَ الخرسانة المسلحة بالألياف يُعد أمرًا غيرَ شائع. إنّ عدمَ وجودِ قوالب في مُعظمِ الخرسانةِ المطبوعةِ ثلاثيةَ الأبعادِ يجعل تركيبَ التعزيزات أمرًا مُعقّدًا. ركّزتْ مراحل البحثِ المُبكّرةِ في طباعةِ الخرسانةِ ثلاثيةَ الأبعادِ في المقامِ الأولِ على تطويرِ تقنياتِ الموادّ لِخَلطاتِ الأسمنت والخرسانة. تُشيرُ هذهِ الأسبابُ مُجتمعةً معَ عدمِ وجودِ أحكامٍ قانونيةٍ بشأنِ التعزيزات والتثبيتِ للعناصرِ المطبوعةِ إلى الوعيِ المحدودِ واستخدامِ تقنياتِ التعزيزات المُختلفةِ في التصنيعِ الإضافيّ.
تُعدّ طباعةُ الخرسانةِ القائمةُ على بثقِ الموادّ مُفضّلةً حاليًا من حيثُ توافرِ التكنولوجياِ وفعاليةِ التكلفة. لذلك، فإنّ مُعظمَ تقنياتِ التعزيزات التي تمّ تطويرُها أو التي لا تزالُ قيدَ التطويرِ مُناسبةٌ لتقنيةِ الطباعةِ ثلاثيةِ الأبعادِ القائمةِ على البثق.

### قضبان حديد التسليح

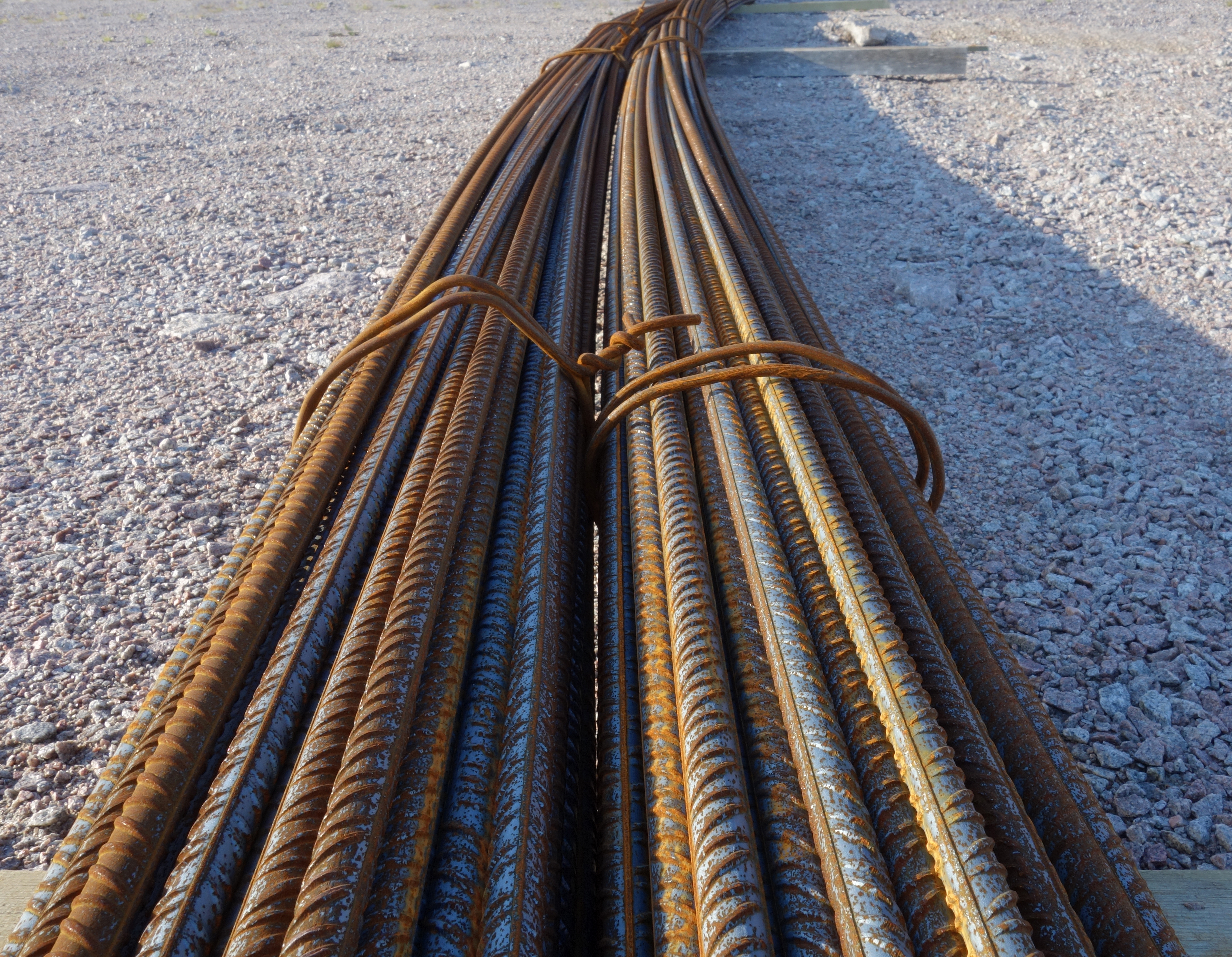
مجموعة من قضبان التسليح

### شبكات التعزيز

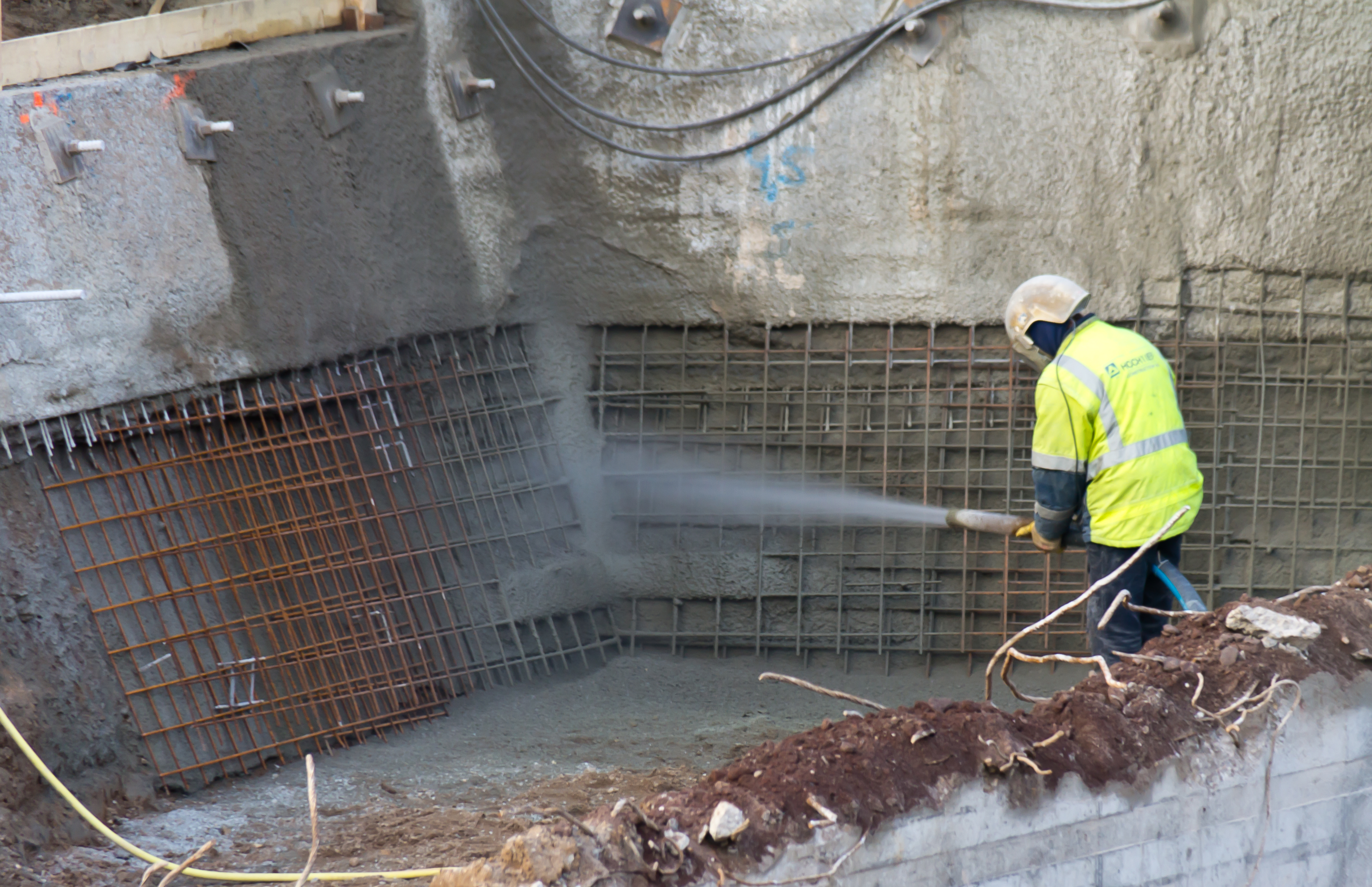
عامل بناء يرش الخرسانة على شبكة سلكية ملحومة